# Долно Лабунищко езеро
Долното Лабунищко езеро (на македонска литературна норма: Долно Лабунишко Езеро) е малко ледниково езеро в планината Ябланица, Република Македония.

## Характеристики
Разположено е в източните склонове на Ябланица, близо до границата на Република Македония с Албания. Езерото е с обща площ от 900 m² и обем 250 m². Езерото има същите характеристики като съседното Горно Лабунищко езеро. Формата му е почти кръгла, а дължината му в посока север-юг е 58 метра, а в посока изток-запад е 49 метра. Има дълбочина от 2,45 метра.

## Галерия
- Общ изглед
- Общ изглед
- Общ изглед
- Общ изглед